# Nikolaus Stingl
Nikolaus Stingl (* 3. Dezember 1952 in Baden-Baden) ist ein deutscher literarischer Übersetzer.

## Leben
Nikolaus Stingl absolvierte von 1973 bis 1978 ein Studium der Anglistik und Germanistik an der Universität Heidelberg, das er 1978 mit dem Magistergrad abschloss. Seit Anfang der 1980er Jahre ist er als literarischer Übersetzer tätig. Stingl lebt in Flensburg.
Nikolaus Stingl übersetzt erzählende Literatur aus dem Englischen ins Deutsche, darunter Werke von Cormac McCarthy, Andrew Miller, Thomas Pynchon und Neal Stephenson. 
Im Jahr 2021 wurden Stingl und sein Kollege Dirk van Gunsteren für ihre Übersetzung von John Dos Passos’ USA-Trilogie. Der 42. Breitengrad / 1919 / Das große Geld für den Preis der Leipziger Buchmesse nominiert.
Stingl ist Mitglied im Verband deutschsprachiger Übersetzer literarischer und wissenschaftlicher Werke, VdÜ.

## Auszeichnungen
- 1995: Heinrich Maria Ledig-Rowohlt-Preis
- 2000: Literaturpreis der Stadt Stuttgart
- 2007: Paul-Celan-Preis
- 2013: Übersetzerpreis der Kunststiftung NRW

## Herausgeberschaft
- Der wahre Robinson oder das Walten der Vorsehung. Leben und Abenteuer des Alexander Selkirk. (=  Bibliothek des Abenteuers).  Zusammengetragen und herausgegeben von Nikolaus Stingl. Robinson, Frankfurt am Main 1980, ISBN 3-88592-002-6.

## Übersetzungen
- Joan Aiken: Das Mädchen aus Paris. Zürich 1985
- Joan Aiken: Tote reden nicht vom Wetter. Zürich 1986
- Eric Ambler: Schirmers Erbschaft. Zürich 2001
- Eric Ambler: Topkapi. Zürich 1996 (übersetzt zusammen mit Elsbeth Herlin)
- Donald Antrim: Mutter. Reinbek bei Hamburg 2006
- Charlotte Armstrong: Schlafe mein Kindchen. Zürich 1988
- Paul Auster: 4 3 2 1.[2] Reinbek bei Hamburg 2017
- Earl A. Beesley: Die großen englischen Landsitze. München 1989
- Arnold Bennett: Wie lebt man 24 Stunden am Tag. Siegen 1988 (übersetzt zusammen mit Edgar Weber)
- Peter Cameron: Damals ist ein fernes Land. Berlin 1998
- Peter Carey: Traumflug. Tübingen 1982
- Emma Cline: The Girls. München 2016
- Guy Cullingford: Frauen gemeinsam sind stark. Zürich 1992
- Cecil Day Lewis: Ende des Kapitels. Zürich 1998
- Daniel Defoe: Umfassende Geschichte der Räubereien und Mordtaten der berüchtigten Piraten. Frankfurt am Main 1982
- John Dos Passos: USA-Trilogie. Der 42. Breitengrad / 1919 / Das große Geld. Rowohlt, Hamburg 2020 (übersetzt zusammen mit Dirk van Gunsteren)
- Arthur Conan Doyle: Die Memoiren des Sherlock Holmes. Zürich 1985
- Percival Everett: Erschütterung. München 2022
- Percival Everett: James. München 2024
- Familienplanungsarbeit in der IPFF-Europa-Region. Frankfurt am Main 1979 (übersetzt zusammen mit Dorle Tiedt)
- James T. Farrell: Studs Lonigan. Tübingen
  - 1. Eine Jugend auf den Straßen von Chicago. 1982
  - 2. Zerbrochene Träume. 1983
- William Faulkner: Absalom, Absalom!. 2015
- Dick Francis: Galopp. Zürich 1991 (übersetzt zusammen mit Ursula Goldschmidt)
- Dick Francis: Hilflos. Zürich 1994
- Dick Francis: Peitsche. Zürich 1995
- Tom Franklin: Smonk. Berlin 2017
- Tom Franklin: Krumme Type, krumme Type. Berlin 2018
- Jacques Futrelle: Der überflüssige Finger und andere große Fälle der Denkmaschine. Siegen 1987
- William Gaddis: Letzte Instanz. Reinbek bei Hamburg 1996
- William H. Gass: Der Tunnel. Reinbek bei Hamburg 2011
- C. W. Grafton: Das Wasser löscht das Feuer nicht. Köln 1990.
- Graham Greene: Der dritte Mann, Roman mit einem Nachwort von Hanns Zischler. Wien 2016.
- Patricia Highsmith: Tiefe Wasser. Zürich 2003
- John Irving: Bis ich dich finde. Zürich 2006 (übersetzt zusammen mit Dirk van Gunsteren)
- John Irving: Eine Mittelgewichts-Ehe. Zürich 1986
- John Irving: Die vierte Hand. Zürich 2002
- Henry James: In England um glücklich zu sein. München 1988
- Diane Johnson: Dashiell Hammett. Zürich 1985
- James D. Landis: Mit Clara im Bett. Reinbek bei Hamburg 1997
- Jonathan Latimer: Wettlauf mit der Zeit. Zürich 1990
- David H. Lawrence: Mr. Noon. Zürich 1985
- Harper Lee: Wer die Nachtigall stört. Überarbeitung der ersten Übersetzung durch Claire Malignon, Rowohlt, Reinbek bei Hamburg 2015, ISBN 978-3-498-03808-3.
- Wyndham Lewis: Die Kunst, regiert zu werden. Waltrop u. a. 2004
- Ben Lerner: Abschied von Atocha. Reinbek bei Hamburg 2013
- Shane Maloney: Künstlerpech. Zürich 2000
- Karl Marlantes: Matterhorn: A Novel of the Vietnam War. Zürich u. a. 2012
- Lee Martin: Ein zu normaler Mord. Köln 1995
- Peter Mayne: Ein Jahr in Marrakesch. München 1989
- Cormac McCarthy: Kein Land für alte Männer. Reinbek bei Hamburg 2008
- Cormac McCarthy: Land der Freien. Reinbek bei Hamburg 2001
- Cormac McCarthy: Die Straße. Reinbek bei Hamburg 2007
- Margaret Millar: Letzter Auftritt von Rose. Zürich 1994
- Andrew Miller: Die Gabe des Schmerzes. Wien 1998
- Andrew Miller: Eine kleine Geschichte, die meist von der Liebe handelt. Wien 2000
- Andrew Miller: Nach dem großen Beben. Wien 2010
- Andrew Miller: Die Optimisten. Wien 2007
- Andrew Miller: Zehn oder fünfzehn der glücklichsten Momente des Lebens. Wien 2003
- Rick Moody: Ein amerikanisches Wochenende. München u. a. 1998
- Rick Moody: Bis ich nicht mehr wütend bin. München u. a. 2001
- Rick Moody: Der Eissturm. München u. a. 1995
- Brian Moore: Die Versuchung der Eileen Hughes. Zürich 1995
- V. S. Naipaul: Auf der Sklavenroute. Hamburg 1999
- Edna O’Brien: Die kleinen roten Stühle. Göttingen 2017 (übersetzt zusammen mit Kathrin Razum)
- Joseph O’Neill: Niederland. Reinbek bei Hamburg 2009
- George Orwell: Von Pearl Harbor bis Stalingrad. Wien u. a. 1993
- George Orwell: Die Wonnen der Aspidistra. Zürich 1983
- John Cowper Powys: Autobiographie. München 1992
- Thomas Pynchon: Gegen den Tag. Reinbek bei Hamburg 2008 (übersetzt zusammen mit Dirk van Gunsteren)
- Thomas Pynchon: Mason & Dixon. Reinbek bei Hamburg 1999
- Thomas Pynchon: Natürliche Mängel. Reinbek bei Hamburg 2010
- Mark Richard: Fischkind. Reinbek bei Hamburg 1995
- Mark Richard: Kein gewöhnliches Mädchen. Reinbek bei Hamburg 2005
- Neal Stephenson: Anathem. München 2010 (übersetzt zusammen mit Juliane Gräbener-Müller)
- Neal Stephenson: Confusion. München 2006 (übersetzt zusammen mit Juliane Gräbener-Müller)
- Neal Stephenson: Cryptonomicon. München 2001 (übersetzt zusammen mit Juliane Gräbener-Müller)
- Neal Stephenson: Amalthea. München 2015 (übersetzt zusammen mit Juliane Gräbener-Müller)
- Neal Stephenson: Error. München 2012 (übersetzt zusammen mit Juliane Gräbener-Müller)
- Neal Stephenson: Principia. München 2008 (übersetzt zusammen mit Juliane Gräbener-Müller)
- Neal Stephenson: Quicksilver. München 2004 (übersetzt zusammen mit Juliane Gräbener-Müller)
- Joseph Wambaugh: Der Rolls-Royce-Tote. Bayreuth 1987
- Joseph Wambaugh: Der Susan-Reinert-Fall. München 1991
- Donald E. Westlake: Keiner rennt für immer. Wien 2009
- Colson Whitehead: Apex. München 2007
- Colson Whitehead: John Henry Days. München u. a. 2004
- Colson Whitehead: Der Koloss von New York. München u. a. 2005
- Colson Whitehead: Der letzte Sommer auf Long Island. München 2011
- Colson Whitehead: Zone One. München 2014
- Colson Whitehead: Underground Railroad. München 2017
- Colson Whitehead: Harlem Shuffle. München 2021
- Cornell Woolrich: Die Nacht trägt Schwarz. München 1991
- Hideo Yokoyama: 64. Hamburg 2018 (übersetzt zusammen mit Sabine Roth)
- Edgardo Vega Yunqué: Eine Geschichte von Liebe und Tod. München 2005

## Belege
1. ↑  Nikolaus Stingl und Dirk van Gunsteren übersetzten aus dem Englischen: "USA-Trilogie. Der 42. Breitengrad / 1919 / Das große Geld" von John Dos Passos (Memento des Originals vom 13. April 2021 im Internet Archive)  Info: Der Archivlink wurde automatisch eingesetzt und noch nicht geprüft. Bitte prüfe Original- und Archivlink gemäß Anleitung und entferne dann diesen Hinweis., preis-der-leipziger-buchmesse.de, veröffentlicht und abgerufen am 13. April 2021.
2. ↑  Paul Auster und sein Amerika-Roman "4 3 2 1", Der Tagesspiegel vom 28. Januar 2017, abgerufen am 15. März 2017.

| Personendaten    | Personendaten        |
| ---------------- | -------------------- |
| NAME             | Stingl, Nikolaus     |
| KURZBESCHREIBUNG | deutscher Übersetzer |
| GEBURTSDATUM     | 3. Dezember 1952     |
| GEBURTSORT       | Baden-Baden          |